# Trachelas inclinatus
Espèce
Trachelas inclinatus est une espèce d'araignées aranéomorphes de la famille des Trachelidae.

## Distribution
Cette espèce est endémique de Cuba,. Elle se rencontre vers La Gran Piedra.

## Description
La femelle holotype mesure 6,90 mm.

## Publication originale
- Platnick & Shadab, 1974 : A revision of the bispinosus and bicolor groups of the spider genus Trachelas (Araneae, Clubionidae) in North and Central America and the West Indies. American Museum Novitates, no 2560, p. 1-34 (texte intégral).